# Gymnastique rythmique
 (août 2021).
Si vous disposez d'ouvrages ou d'articles de référence ou si vous connaissez des sites web de qualité traitant du thème abordé ici, merci de compléter l'article en donnant les références utiles à sa vérifiabilité et en les liant à la section « Notes et références ».
Pour les articles homonymes, voir GR et GRS.
La gymnastique rythmique (GR) est une discipline sportive à composante artistique proche de la danse classique et de la gymnastique, principalement féminine, utilisant plusieurs engins d'adresse : corde, ruban, cerceau, ballon, massues.
En compétition, chaque enchaînement est noté par des juges selon la chorégraphie, l'adresse et le degré de difficulté. Les gymnastes peuvent évoluer individuellement ou en ensemble. Les gymnastes peuvent commencer à tout âge mais la plupart des grandes championnes commencent vers l'âge de 3 - 4 ans.

## Origines

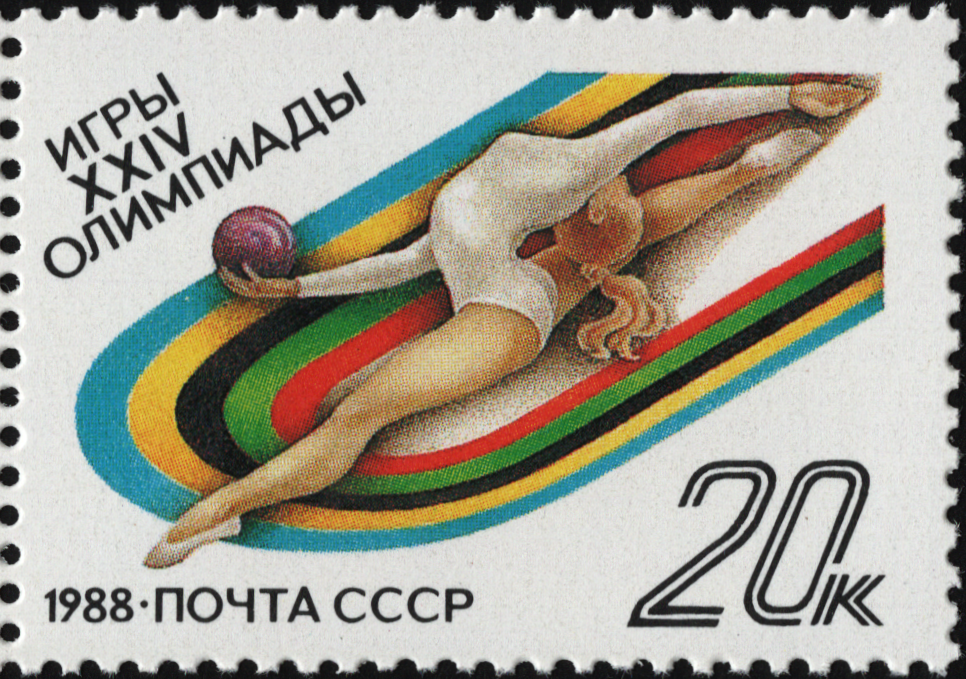
Timbre soviétique commémorant la gymnastique rythmique aux Jeux olympiques de Séoul.

C'est dans les années 1940, au sein des clubs de l'Union des républiques socialistes soviétiques (URSS), que se développe ce sport sous le nom de gymnastique rythmique et sportive (GRS). En 1948, le premier championnat national soviétique est organisé à Moscou.
Un an plus tard, la Fédération internationale de gymnastique (FIG) homologue officiellement la gymnastique rythmique, en tant que sport de compétition chez les femmes.
En 1963, les premiers championnats du monde de gymnastique moderne attirent à Budapest 28 athlètes représentant une dizaine de pays.
En 1983, la France accueille pour la première fois les championnats du monde, à Strasbourg.
La discipline devient une épreuve olympique l'année suivante lors des Jeux olympiques d'été de 1984 en catégorie individuelle et lors des Jeux olympiques d'été de 1996 pour les ensembles.
En 1998, la GRS prend le nom de gymnastique rythmique.

## Compétitions
Le code de pointage de la FIG définit les règles à appliquer pour les compétitions. Il est remis à jour au début de chaque cycle olympique.
Dans certains pays, on applique des ajustements au code FIG pour les compétitions à l'intérieur du pays, en fonction des catégories.

### Entre grâce et exigence
La gymnastique rythmique est un sport très exigeant. Il est considéré comme un véritable mode de vie par les gymnastes. Ce sport demande force physique, assouplissements quotidiens et régimes alimentaires stricts pour les gymnastes de haut niveau.

### Engins utilisés

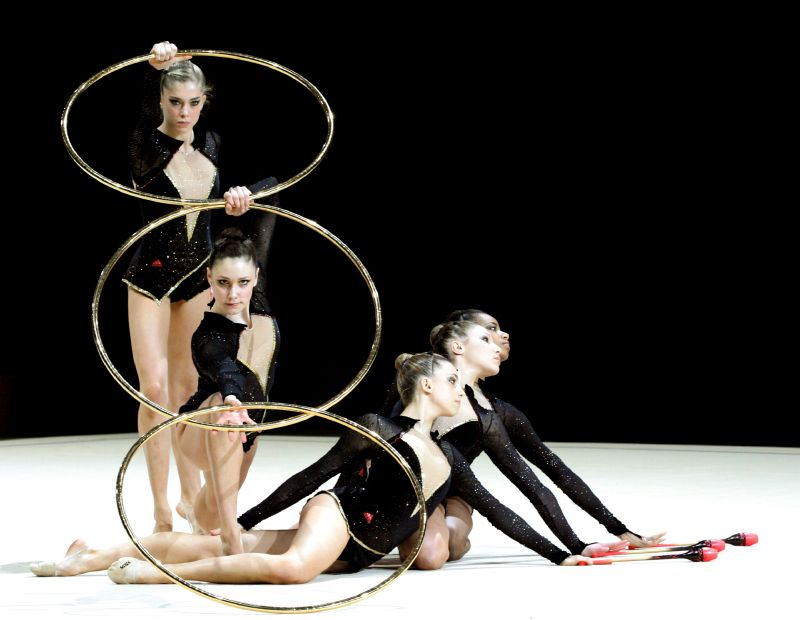
Ensemble avec cerceaux et massues.

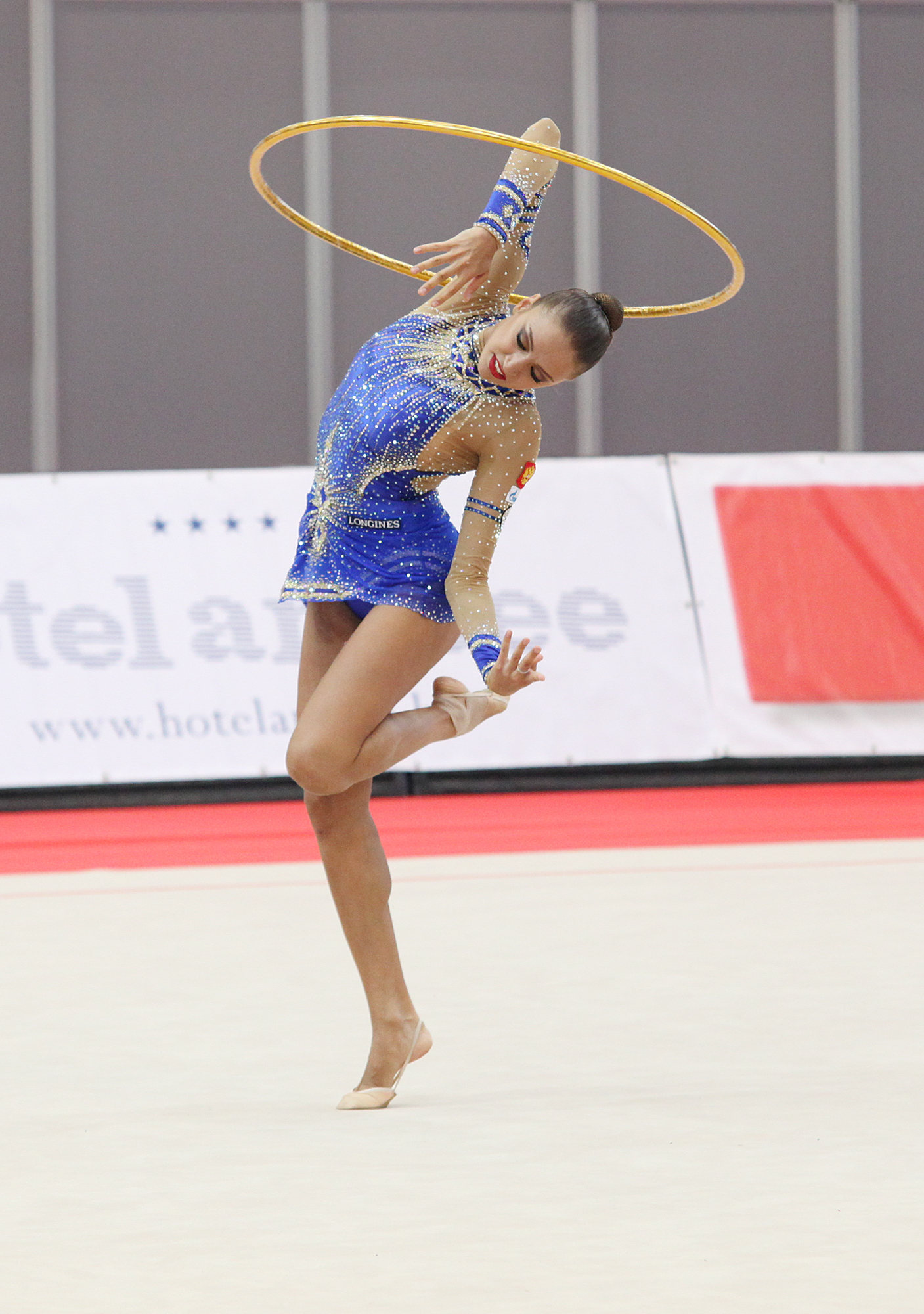
Ievguenia Kanaïeva (Russie) au cerceau.

Cinq engins sont utilisés par les gymnastes dans leur enchaînement : la corde, le cerceau, le ballon, les massues et le ruban, qui doivent continuellement être maniés par la gymnaste.
En compétition internationale, les cinq engins ne sont jamais utilisés dans un même enchaînement. Les individuelles présentent quatre enchaînements, avec un engin différent par enchaînement ; les ensembles présentent deux enchaînements, un avec un seul type d'engin et un mixte avec deux types d'engins : trois d'une sorte et deux d'une autre.
En France, les individuelles présentent, selon leur fédération et leur catégorie, de un à quatre enchaînements et les ensembles, un ou deux enchaînements, à engins identiques ou mixtes.
Il peut exister dans certaines fédérations des catégories particulières où un enchaînement en ensemble comporte plus de deux types d'engin ; il s’agit généralement d’enchaînements où les engins sont préalablement posés sur les bords du praticable et les gymnastes rentrent, sortent du praticable, récupèrent et déposent les engins au gré de la composition. Il existe également des enchaînements en ensemble sans engins (en mains libres) qui se rapprochent alors d'une discipline légèrement différente de la GR : la gymnastique esthétique.

### Composition des exercices
Selon le code pointage de la FIG, un exercice de gymnastique rythmique peut être exécuté individuellement ou en ensemble de quatre gymnastes ou plus . Il doit durer entre 1 min 15 s et 1 min 30 s pour les individuelles et entre 2 min 15 s et 2 min 30 s pour les ensembles.
Alors que les prestations étaient totalement instrumentales, depuis 2013 la FIG tolère l’utilisation d’une musique avec paroles par gymnaste et par ensemble. Avec le code de pointage de 2017, les individuelles peuvent dorénavant présenter deux enchaînements sur les quatre avec une musique comportant des paroles.
Dans les différentes fédérations, les durées des enchaînements peuvent varier selon les catégories mais en règle générale, un enchaînement individuel reste plus court qu’un enchaînement en ensemble. De la même manière, les fédérations tolèrent ou non les musiques avec paroles, selon les catégories.
Chaque enchaînement est noté de la manière suivante : la note finale est donnée par la somme des trois notes (exécution, artistique et difficulté) après soustraction des éventuelles pénalités. Le total de points atteignable peut varier selon les pays et les catégories, en fonction des divers ajustements.

### Difficultés
Selon le code de pointage 2017-2020, la note de difficulté est composée de quatre parties : les difficultés corporelles, les combinaisons de pas de danse, les éléments dynamiques avec rotation et lancer (aussi appelés risques) et les difficultés d'engin.
Les difficultés corporelles d'une chorégraphie sont répertoriées dans 3 catégories : les sauts, les équilibres et les rotations. Chaque famille d'éléments techniques — aussi appelée « groupe corporel » — doit être représentée. Le groupe « souplesses et ondes » présent dans les codes de pointages antérieurs a disparu du code de pointage 2013-2016. Les difficultés de cet ancien groupe sont réparties entre les équilibres et les rotations.

#### Équilibres

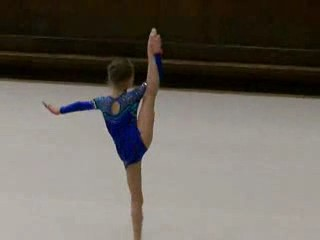
Équilibre sur un pied.

Ils peuvent être effectués debout (maintien sur une jambe et sur demi-pointe) ou au sol (maintien sur un genou ou la poitrine). Historiquement, un équilibre doit être nettement maintenu (minimum une seconde) mais depuis l’arrivée d’une partie des difficultés du groupe corporel souplesses et ondes dans le groupe équilibre, certains équilibres peuvent être réalisés de façon dynamique, la position doit néanmoins être bien définie.
Il existe également plusieurs sortes d'équilibres : en retiré, sur le côté, attitude, boucle, fouetté, etc. Ceux-ci peuvent se mettre en place de deux façons : en relevé ou en piqué. Le relevé consiste à se placer en équilibre sur jambe tendue par une flexion du genou et de la cheville. On part d'un appui du talon au sol à une élévation sur demi-pointe.

#### Rotations
Le groupe corporel rotations est composé de toutes les difficultés du groupe corporel pivot des codes de pointages précédents, ainsi que des anciennes difficultés souplesse et ondes qui comportaient une rotation.
Un pivot s’exécute en tournant sur une jambe et sur demi-pointe ou non, de façon à faire au minimum un tour (360° ou 180° selon les formes). Les pivots ont les mêmes noms que les équilibres : en retiré, sur le côté, attitude, arabesque, boucle, fouetté, etc.

#### Sauts

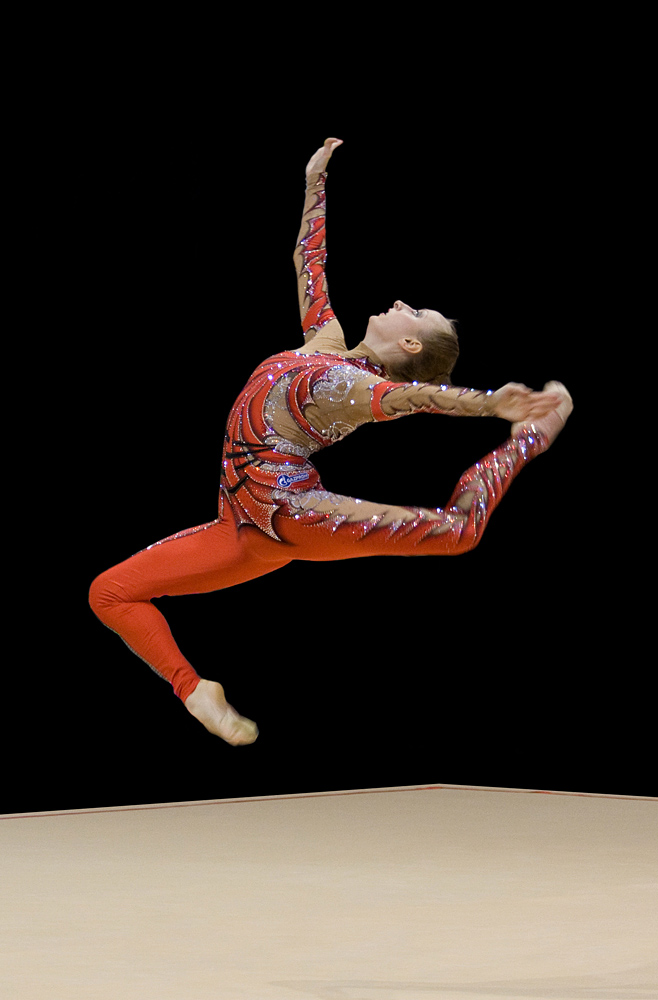
Saut.

La gymnaste effectue une figure en l'air en sautant. Il existe plusieurs sortes de sauts : enjambé, 1 ou 2 boucles, carpé, cabriole, cosaque, saut de biche, saut ciseau, saut groupé, biche boucle, biche battu, saut manège, etc. Ils sont en général précédés d'un pas chassé et/ou d'un pied d'appel.
Tous les sauts se réalisent en trois phases : impulsion, suspension, réception. En fin d’impulsion, il y a une extension complète de la jambe du sol. Lors de l'envol, la position est clairement définie. En réception, il y a une flexion de la cheville et du genou pour amortir.

#### Exécution
L’exécution est très importante car elle détermine la moitié de la note finale de la gymnaste. Cette partie représente les fautes commises par la gymnaste. Le code de pointage 2013-2016 ayant entraîné la disparition de la note artistique, la note d’exécution comporte désormais les fautes artistiques et les fautes techniques (qui sont jugées par deux jurys différents depuis 2017), c’est-à-dire par exemple les chutes d'engin et les déplacements de la gymnaste, maniements incorrect de l'engin (ballon griffé, altération du dessin du ruban, etc.), technique corporelle incorrecte (pointes, bras ou jambes non tendus, perte d'équilibre, synchronisation, etc.).

#### Composantes artistiques
L'unité de la composition, l'harmonie entre la musique et le mouvement, l'expression corporelle et l'utilisation de l'espace sont autant de domaines ou des fautes artistiques peuvent entraîner des déductions en exécution.
La chorégraphie de la gymnaste doit être aussi variée que possible, c'est-à-dire utiliser les changements de niveau, d'énergie, de direction, de déplacements et mettre en œuvre tous les groupes corporels et maniements possibles : mouvement en huit, circumductions, lancers, échappés, roulés, etc. Pour les enchaînements en ensemble, en plus de tout cela, un nombre de formations (en cercle, diagonale, quinconce, etc.) est demandé.
La gymnaste doit absolument être accompagnée de musique lors de son passage devant le jury. Les musiques utilisées peuvent être instrumentales ou contenir des paroles. Le manque de relation entre la musique et la chorégraphie est sévèrement pénalisé.

## Les fédérations françaises
En France, on dénombre 6 fédérations proposant la pratique de GR en compétition. La fédération délégataire est la FFG, elle ne s’occupe que des disciplines gymniques, alors que les fédérations affinitaires, qui sont au nombre de 5, sont pour la plupart des fédérations multisports. Il s’agit de l’Union française des œuvres laïques d’éducation physique (UFOLEP), la Fédération sportive et culturelle de France (FSCF), la Fédération sportive et gymnique du travail (FSGT), l’Union nationale du sport scolaire (UNSS) et la Fédération française du sport universitaire (FFSU).
Les gymnastes participant aux compétitions officielles internationales ont également une licence à la FIG, en plus de leur licence nationale.

### Fédération française de gymnastique
La FFG propose différents niveaux de compétitions, organisées en différentes étapes :
- pour les régions Bretagne, Pays de la Loire et Centre-Val de Loire : département, région, inter-région (regroupement) et championnat de France ;
- pour toutes les autres régions : département, inter-département, région et championnat de France.

Il existe de nombreuses catégories, classées par âge et par niveau :
- classement par âge : 7 à 9 ans, 10 à 11 ans, 12 à 13 ans, 14 à 15 ans, 16 à 17 ans, 18 ans et plus ;
- classement par niveau. La FFG distingue trois niveaux de pratique :
  - le niveau compétition regroupant les catégories régionales et fédérales. Seule la dernière catégorie permet d'accéder au championnat de France, en individuel (fédéral) comme en ensemble (fédéral C, B et A). Les ensembles Trophée Fédéral se divisent en deux. Les ensembles A et B sont des équipes de 4 à 6 gymnastes (5 gymnastes pour le Fédéral A) évoluant sur le praticable, pendant l’intégralité de la musique, avec seulement 1 ou 2 engins différents. Les ensembles C sont composés de 6 à 10 gymnastes. Les gymnastes ne passent pas l’intégralité de la musique sur le praticable. En effet, les gymnastes peuvent entrer et sortir au gré de l’enchaînement. Les chorégraphies sont accompagnées de 3 à 4 engins, en fonction des âges. Les musiques sont aussi plus longues (de 30 s à 45 s) que pour les passages A et B. Selon la FFG, cette catégorie est présente pour le spectacle et la revalorisation de la danse et des engins du sport. Le niveau A est meilleur que le niveau B. L'une des principales différences est qu'en B, une seule collaboration avec rotation est autorisée et le nombre de difficulté corporelles et d'échanges demandé est moins important. Ces collaborations/rotation signifient qu'un gymnaste, tourne sous un engin qu'il (ou elle) a lancé. Plusieurs rotations sont acceptées, les plus connues sont la roulade, la roue, ou encore le déboulé.
  - le niveau performance regroupant les catégories Nationales, qui permettent d'accéder à un championnat de France et ne sont pas ouvertes à toutes les gymnastes : du plus bas au plus haut, National C, B et A en individuelles et, pour les ensembles, Ensemble National (de 5 gymnastes), Duo National, qui ont un niveau à peu près équivalent et National par équipes (composé d'un ensemble et de deux individuelles), de plus haut niveau,
  - le niveau élite qui ne concerne que les gymnastes inscrites en pôle, à l'exception des 10–11 ans. Dans cette catégorie, les noms des catégories d'âges diffèrent, pour respecter les catégories internationales : Avenir (10–11 ans), Espoir (12 ans), Junior (13–15 ans) et Senior (16 ans et +).

### L'Union française des œuvres laïques d’éducation physique
L' UFOLEP est une fédération affinitaire qui ne dépasse pas les championnats nationaux. Il existe de nombreuses catégories classées par âge et niveau :
- équipes : masse-chorégraphié, pré-collectif (1, 2), pré-excellence (1, 2), excellence (1, 2, 3, 4), nationale (2, 3, 4), nationale A, festi-jeune, festival, ML expression ;
- duos : duo excellence (1, 2), duo nationale, duo nationale A ;
- individuel : honneur (11-12 ans), (13-14 ans), (15-16 ans), (17 ans et +) ; pré-excellence (11-12 ans), (13-14 ans), (15 ans et +), excellence (11-12 ans), (13-14 ans), (15-16 ans), (17-18 ans) (19|ans et +) ; nationale (11-14 ans), (15-18 ans), (19 ans et +) ; Master(13 ans et +), Performance(13 ans et +) et Uforever (+ de 20 ans).

Les plus petites catégories sont débutante, initiée, confirmée (individuel), espoir (individuel). En individuel, elles sont récompensées par des diplômes de participation pour les catégories débutantes et des diplômes de couleur pour les autres (le rouge étant le meilleur). En équipes, les débutantes et les initiées sont récompensées par des diplômes de participation, les masses peuvent participer à des compétitions départementales et régionales (par équipe de 4) mais elles ne peuvent pas participer au championnat de France.
La participation aux championnats nationaux est possible à partir de 11 ans. En individuel, les plus jeunes peuvent aller jusqu'en zone ou inter-région.
Pour le classement par âge, il est marqué par des chiffres : 1 pour 11/12 ans, 2 pour 13/14 ans, 3 pour 15/16 ans, 4 pour 17 ans et + (exemple : excellence 1 pour des jeunes de 11/12 ans)

### La Fédération sportive et culturelle de France
La FSCF propose également de pratiquer la gymnastique rythmique et sportive. Il existe différentes divisions selon les âges : poussines, jeunesses (benjamines et minimes), aînées (cadettes, juniors et seniors). Attention, il faut compter une année de décalage par rapport à la FFG. Les gymnastes peuvent concourir dès l'âge de 6 ans jusqu'à 99 ans.
Les différents niveaux en individuel et en équipe sont :
- en poussines : P4, P3, P2, P1 ;
- en jeunesses : J5, J4, J3, J2, J1 ;
- en aînées : A5, A4, A3, A2, A1, A fédéral, A+, A'.

Le chiffre indique la difficulté du niveau, 1 pour le plus difficile. A+ (ancienne gymnaste ayant pratiqué en niveau 2, 1 et A fédérale) et A' sont des catégories spéciales accessibles aux gymnastes de plus de 22 ans ne souhaitant réaliser qu'un seul enchaînement. Le niveau A fédéral est au-dessus du niveau 1 et n'existe que pour les aînées.
Il y a un peu moins de catégories en ensemble et en duo, avec la même logique de noms.
En plus des compétitions départementales, régionales et inter-régionales, certaines gymnastes ont accès à des rencontres nationales (il n'y a pas de sélection) :
- les catégories de niveau 1, 2 en individuel et en ensemble, ainsi que les A fédérale et les A+ ont accès au championnat national FSCF ;
- les catégories de niveau 3, 4 et A+ en ensemble ont accès à un challenge fédéral ;
- des équipes d'individuels de niveau 3 combinées avec des duos de niveaux A+ 1, 2 ou 3 ont également accès à un challenge fédéral.

### La Fédération française du sport universitaire
La FFSU propose des compétitions de GR à tous les étudiants. Les compétitions sont organisées en deux étapes : les championnats inter-académies et les championnats de France. Les compétitions FFSU ont la particularité d’accueillir une plus grande proportion de garçons que dans les autres fédérations, où ils sont extrêmement rares.
La FFSU propose deux niveaux de compétition :
- la coupe de France, pour les débutants et les niveaux relativement bas ;
- le championnat de France, pour les niveaux de compétition confirmés (il s’agit généralement de gymnastes participant déjà à des compétitions dans une autre fédération, voire des gymnastes issues de sport-études).

Dans chacun de ces niveaux, il est possible de présenter des enchaînements individuels, en duo, ou en ensembles.

## Gymnastes célèbres
- Carmen Acedo (ESP) ;
- Teodora Alexandrova (BUL) ;
- Arina Averina (RUS) ;
- Dina Averina (RUS) ;
- Anna Bessonova (UKR) ;
- Yana Batyrchina (RUS) ;
- Ioulia Barsoukova (RUS) ;
- Liubou Charkashyna (BLR) ;
- Almudena Cid (ESP) ;
- Daria Dmitrieva (RUS) ;
- Estela Giménez (ESP) ;
- Natalia Godunko (UKR) ;
- Olga Gontar (URS) ;
- Katsiaryna Halkina (BLR) ;
- Alina Harnasko (BLR) ;
- Alina Kabaeva (RUS) ;
- Ievguenia Kanaïeva (RUS) ;
- Olga Kapranova (RUS) ;
- Daria Kondakova (RUS) ;
- Oksana Kostina (URS) ;
- Yana Kudryavtseva (RUS) ;
- Delphine Ledoux (FRA) ;
- Natalia Lipkovskaya (RUS) ;
- Marina Lobatch (BLR) ;
- Margarita Mamun (RUS) ;
- Kséniya Moustafaeva (FRA) ;
- Carolina Pascual (ESP) ;
- Maria Petrova (BUL) ;
- Lily Ramonatxo (en) (FR) ;
- Hanna Rizatdinova (UKR) ;
- Ekaterina Serebrianskaya (UKR) ;
- Aleksandra Soldatova (RUS) ;
- Eva Serrano (FRA) ;
- Vera Sessina (RUS) ;
- Melitina Staniouta (BLR) ;
- Irina Tchachina (RUS) ;
- Oleksandra Tymoshenko (URS) ;
- Elena Vitrichenko (UKR) ;
- Neviana Vladinova (BUL) ;
- Aliya Yussupova (KAZ) ;
- Amina Zaripova (RUS).

## Grandes compétitions
Il y a une grande quantité d'événements lié à la gymnastique rythmique dans le monde. Les championnats qui regroupent des gymnastes du monde entier sont les suivants :
- les Jeux olympiques se déroulant tous les quatre ans rassemblent les gymnastes qui sont parvenues à se qualifier pour le plus grand événement sportif de la planète. Une nation peut qualifier une équipe et deux participantes individuelles au maximum. Alors que l'ensemble des disciplines olympiques sont accessibles aux femmes depuis les Jeux olympiques d'été de 2012, la gymnastique rythmique est l'une des deux dernières disciplines fermées aux hommes, avec la natation synchronisée[3],[4],[5] ;
- les championnats du monde qui ont lieu chaque année depuis 1963 sauf les années olympiques depuis les Jeux olympiques d'été de 2000 ;
- la coupe du monde, tournoi organisé par saison, divisé en plusieurs étapes qui se déroulent tout au long de l'année civile. Le vainqueur est désigné en additionnant les performances réalisées durant les différentes étapes ;
- Le circuit des Grand Prix est également une compétition réalisée en plusieurs étapes, dont le vainqueur est désigné à l’issue de chaque saison. Le Tournoi international de Thiais en est l’unique étape française qui se déroule chaque année au mois de mars ou avril ;
- les jeux mondiaux qui se déroulent tous les quatre ans rassemblent l'ensemble des disciplines non olympiques mais reconnues par le Comité international olympique (CIO), ainsi que certaines disciplines olympiques ; la GR y est représentée.

Il existe aussi des compétitions continentales :
- les Jeux européens qui ont lieu tous les quatre ans depuis 2015 rassemblent toutes les nations du continent européen ;
- les Jeux asiatiques qui ont lieu tous les quatre ans rassemblent toutes les nations du continent asiatique ;
- les championnats d'Europe, concours organisé tous les deux ans de 1978 à 1998 et devenus annuels depuis 1998 ;
- les Jeux panaméricains, organisés tous les quatre ans pour tous les pays du continent américain (Amérique du Nord, Amérique centrale, Caraïbes et Amérique du Sud) ;
- les Jeux sud-américains, organisés tous les quatre ans auxquels seuls les pays du continent sud-américain participent.

## Œuvres de fiction
- Cynthia ou le Rythme de la vie (Hikari no Densetsu en VO), manga mettant en scène une jeune gymnaste.
- Neshka Robeva et Margarita Ranguelova, Les filles d'or de la Bulgarie, Éditions de l'Agence Sofia-Presse, 2010, 208 p.
- Clara Ulrich, Un exposé pour tout changer, Sydney Laurent Éditions, 2019, 267 p. (ISBN 979-1-03261-525-6) (roman mettant en avant la gymnastique rythmique).
- La série de livres Olympia écrite par Almudena Cid.